# Bulla Felix
Bulla Felix (fl. III secolo) è stato un brigante romano operante lungo la via Appia intorno al 205-207 d.C. durante il governo dell'imperatore Settimio Severo (193-211), latronum ubique hostis (nemico ovunque dei banditi),.

## Il significato del nome

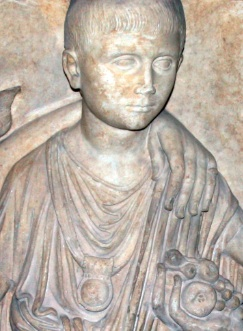
Dettaglio da un bassorilievo che mostra un ragazzo Romano che indossa una bulla

I possibili significati del nome "Bulla Felix" si riferiscono probabilmente alle qualità fittizie o simboliche del capo bandito. La bulla era un amuleto a bulbo fatto indossare dai bambini fino al compimento dei 16 anni, per proteggerli dalle disgrazie e per segnalare la loro indisponibilità sessuale. La bulla veniva poi conservata e in certe particolari occasioni nuovamente esibita, come nel caso di una elezione a generale dell'esercito o per il comando di una parata militare per proteggersi da forze malefiche, come ad esempio l'invidia da parte di altri uomini.
"Felix" era un titolo adottato dai generali romani e dai capi di stato almeno dal tempo del dittatore Silla ed era stato usato più di recente dal predecessore di Severo, Commodo che voleva significare di essere un capo fortunato che procurava felicità non solo a se stesso, ma anche a coloro che lo circondavano
Il nome Bulla Felix, secondo un'interpretazione storica, sarebbe stato un'invenzione con cui si voleva presentare un personaggio dalle qualità opposte a quelle di Settimio Severo. Infatti in un minaccioso discorso rivolto al Senato, che annoverava dei sostenitori dello sconfitto Clodio Albino, pretendente al titolo imperiale, Severo aveva annunciato che non sarebbe stato clemente come Pompeo Magno o Giulio Cesare e avrebbe adottata invece una politica di severità, come Augusto, Gaio Mario e Silla. Questo ha fatto pensare ad alcuni studiosi che Cassio Dione, lo storico che riporta le maggiori notizie su Bulla, avesse voluto descrivere il bandito come un "Sulla Felix", un'immagine speculare satirica di Severo. Al contrario dell'imperatore che in punto di morte avrebbe consigliato ai figli per conservare il potere: «arricchite i soldati e disprezzate tutti gli altri uomini», Bulla si sarebbe presentato come vendicatore di coloro che avevano sofferto per le guerre civili e le pesanti tasse.

## La tradizione storica popolare

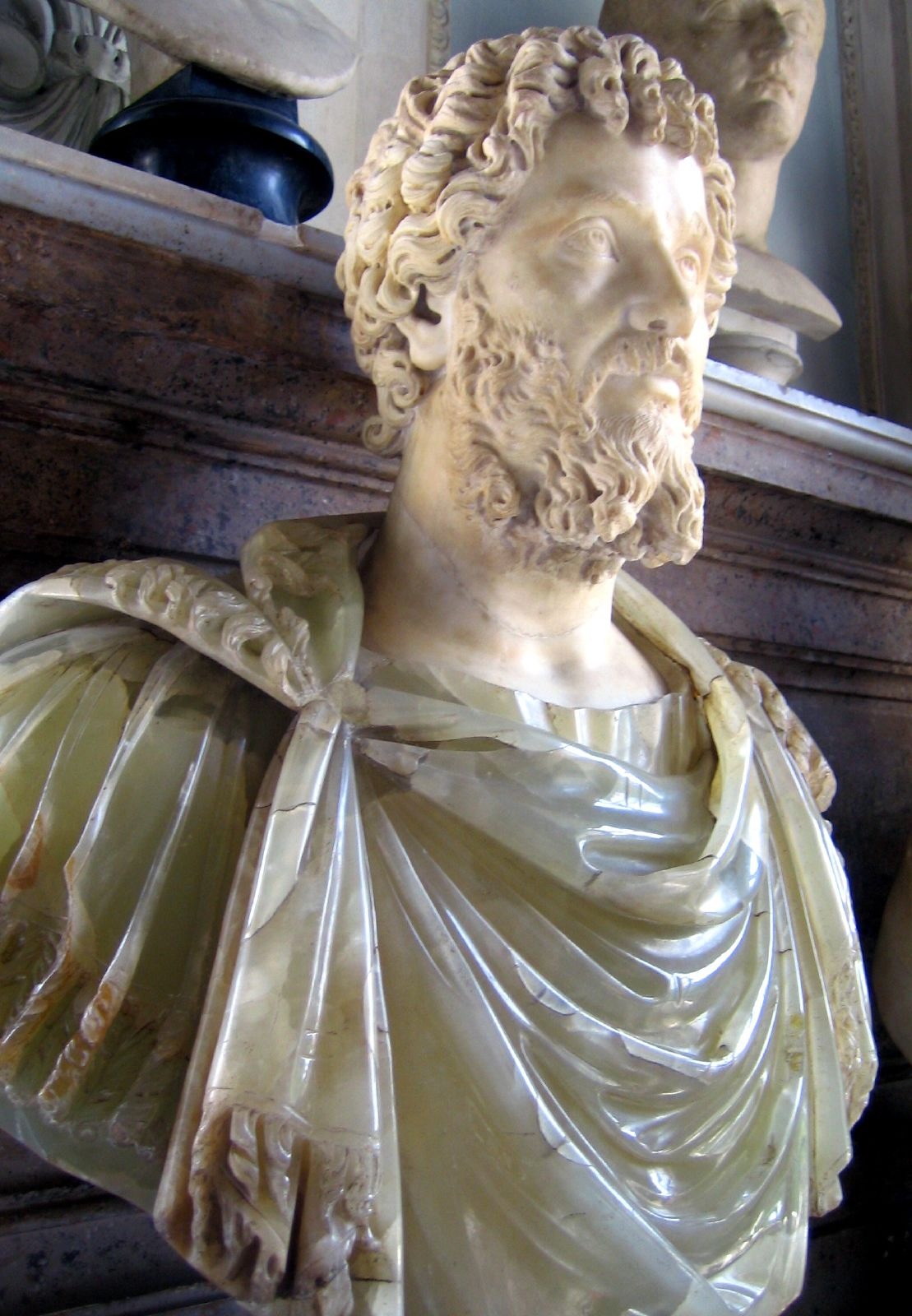
Busto in alabastro di Settimio Severo - Musei Capitolini

Di questo personaggio entrato nella leggenda le fonti storiche risalgono soprattutto a Cassio Dione, storico di parte senatoria, dal cui racconto traspare la volontà di denigrare l'imperatore sottolineandone la mediocrità e la pochezza d'animo mettendo per esempio a confronto il giusto trattamento che Augusto ebbe nei riguardi del brigante spagnolo Corocotta con la crudele punizione applicata a Bulla condannato ad bestias.
Bulla, secondo la tradizione, fu a capo di una banda di oltre 600 uomini, tra cui schiavi fuggiaschi e liberti imperiali sfruttati e maltrattati poiché avevano perso le condizioni di privilegio nella corte imperiale a causa di quella guerra civile che dopo la morte di Commodo aveva segnato l'avvento di Settimio Severo come imperatore. Tra gli appartenenti alla banda vi erano poi coloro che avevano perso le loro proprietà confiscate durante la guerra civile e gli ex pretoriani emarginati dall'epurazione di Settimio Severo che non rendeva più un privilegio della gioventù italica far parte dei pretoriani lasciandola così disponibile a usare il mestiere delle armi per darsi al brigantaggio. 
Probabilmente Bulla era di origine ligure e fu educato da un sacerdote che lo avviò alla conoscenza della filosofia e del diritto romano che Bulla ridicolizzò con la sua impunità e imprendibilità Afferma Dione «mai visto veramente quando visto, mai trovato quando trovato, mai catturato quando catturato» non solo per la sua astuzia ma soprattutto per l'organizzazione di un sistema di confidenti e fiancheggiatori che lo informavano su tutti coloro che uscivano da Roma e che giungevano a Brindisi; Bulla sapeva chi fossero e quanti fossero, quali e quante ricchezze essi portassero con sé. Una forma di banditismo sociale, secondo Hobsbawm determinato anche dall'insofferenza per le ruberie e la corruzione di quell'esercito di agenti governativi, compresi i militari, che incaricati da Severo di catturare i latrones taglieggiavano le popolazioni. La figura di Bulla assunse così sin dall'inizio le forme leggendarie del buon brigante che ruba ai ricchi per donare ai poveri ristabilendo una sorta di giustizia per quella società che lo aiutava a sfuggire al governo centrale.
Bulla incarnava la figura del bandito gentiluomo: non ricorreva all'omicidio e donava una parte delle sue rapine ai più bisognosi. Quando catturava degli artigiani si serviva della loro opera e dopo averli ricompensati li lasciava liberi. L'appoggio delle popolazioni gli permise di sfuggire alla cattura per più di due anni, nonostante il perseguimento da parte di una imponente forza di soldati romani sotto il comando dell'imperatore stesso.

### Gli aneddoti
Negli aneddoti riportati da Dione Cassio, Bulla Felix è un maestro dell'inganno. Poiché due appartenenti alla sua banda erano stati catturati ed erano in procinto di essere condannati ad bestias, Bulla si travestì da governatore provinciale e si recò nel carcere comandando che gli fossero assegnati due uomini per eseguire dei lavori e ne descrisse le caratteristiche particolari di modo che coincidessero con quelle dei due banditi che furono così rilasciati.
In un'altra occasione Bulla travestito confidò a un centurione il luogo dove si trovava il bandito. Il soldato gli credette e cadde in un agguato. Bulla allora allestì un finto tribunale dove lui stesso, vestito come un giudice, sentenziò che al centurione fosse rasata parzialmente la testa com'era d'uso fare per gli schiavi. Il centurione venne poi liberato con l'impegno di dire ai suoi capi: «Dai da mangiare ai tuoi schiavi, affinché non si trasformino in briganti».
Nel racconto di Dione, Bulla non è soltanto il simbolo di quella protesta sociale che segna la crisi del III secolo dell'Impero ma anche il risultato di una serie fortuita di circostanze che lo hanno portato ad essere un bandito. Catturato alla fine da un tribuno militare incaricato espressamente dall'imperatore con la minaccia di esser messo a morte in caso di fallimento, questi venne a sapere dall'amante del bandito che Bulla si rifugiava a dormire in una grotta marina che usava come nascondiglio in Liguria. Fatto prigioniero fu interrogato dal prefetto al pretorio Papiniano che gli chiese: «Perché sei diventato bandito?»; a lui Bulla ironicamente rispose «E tu perché sei diventato prefetto al pretorio?» sottintendendo non solo che il destino guida la vita degli uomini ma anche che in fondo Papiniano fosse un bandito come lui.
Condannato a morire sbranato dalle belve, secondo la pena prevista per i latrones, dopo la sua morte la banda si disperse.